# Cyathea puberula
Cyathea puberula är en ormbunkeart som beskrevs av Sod. Cyathea puberula ingår i släktet Cyathea och familjen Cyatheaceae. Inga underarter finns listade.